# Бейкер, Чарли
Чарльз Дуэйн «Чарли» Бейкер-младший (англ. Charles Duane «Charlie» Baker, Jr.; род. 13 ноября 1956, Элмайра, Нью-Йорк) — американский бизнесмен и политик, 72-й губернатор штата Массачусетс с 8 января 2015 по 5 января 2023 года. Умеренный республиканец. Был чиновником кабинета министров при двух губернаторах Массачусетса и десять лет проработал главным исполнительным директором (CEO) некоммерческой компании здравоохранения Harvard Pilgrim Health Care.

## Биография
Бейкер вырос в Нидеме (штат Массачусетс), получил степень бакалавра искусств в Гарвардском университете в 1979 году и степень магистра делового администрирования в Школе управления Келлогг Северо-Западного университета в 1991 году. В 1991 году Бейкер стал заместителем министра здравоохранения и социального обеспечения штата Массачусетс при губернаторе Билле Уэлде. В 1992 году он был назначен министром здравоохранения и социальных служб штата Массачусетс. Позже служил в качестве министра администрации и финансов при Уэлде и его преемнике Поле Селуччи.
После восьми лет работы в правительстве Бейкер стал генеральным директором Harvard Vanguard Medical Associates, некоммерческой многопрофильной медицинской группы, работающей в восточной части штата Массачусетс. Затем Бейкер возглавил Harvard Pilgrim Health Care, некоммерческую компании, предоставляющую медицинские услуги. В 2006 году кандидатуру Бейкера рассматривалась на пост губернатора штата Массачусетс. В июле 2009 года он ушёл в отставку, чтобы баллотироваться на пост губернатора на платформе фискального консерватизма и культурного либерализма. Бейкер без труда выиграл первичные выборы, но проиграл на всеобщих выборах в 2010 году действующему губернатору демократу Девалю Патрику.
В 2014 году Бейкер снова баллотировался на эту должность и опередил кандидата демократов Марту Кокли. В 2018 году он был переизбран, победив кандидата Демократической партии Джея Гонсалеса и набрав 67 % голосов, показав лучший результат на выборах губернатора Массачусетса с 1994 года. По состоянию на 17 января 2020 года Бейкер имел рейтинг одобрения работы 69 % и вместе с губернатором штата Вайоминг Марком Гордоном и губернатором Мэриленда Ларри Хоганом имел самый высокий рейтинг одобрения среди всех губернаторов в Соединенных Штатах. Бейкер пользовался самым высоким рейтингом одобрения среди всех губернаторов США в течение одиннадцати кварталов подряд с первого квартала 2017 года по третий квартал 2019 года.
Бейкера относят к умеренным и либеральным республиканцам. Его взгляды характеризуют как финансово консервативные, но умеренные по социальным вопросам. Так, губернатор Бейкер поддержал закон, защищающий трансгендерных людей от дискриминации, а также меры по сокращению гендерного разрыва в оплате труда и законы в области охраны окружающей среды и социальной защиты населения. Он также поддерживает однополые браки и право на аборт, но выступает против легализации рекреационного употребления марихуаны.
На внутренних выборах Республиканской партии 2016 года Бейкер поддержал губернатора штата Нью-Джерси Криса Кристи; позднее он заявил, что не будет голосовать за своего однопартийца Дональда Трампа на всеобщих выборах, и оставил избирательный бюллетень незаполненным. Губернатор Бейкер неоднократно критиковал президента Дональда Трампа, в том числе за политику в сфере климата и миграции, реакцию на протесты после убийства Джорджа Флойда и предвыборную номинацию Эми Кони Баретт в Верховный суд США. В октябре 2018 года после сексуального скандала с выдвиженцем Трампа в Верховный суд Бреттом Кавано, а также из-за позиций последнего по вопросам права на аборт и оружейной политики, Бейкер заявил, что Кавано не Должен быть судьёй Верховного суда. В сентябре 2019 года Бейкер поддержал расследование, приведшее к первому импичменту Трампа. В 2020 году Бейкер заявил об отказе поддержать президента Трампа на выборах и снова оставил бюллетень пустым. После захвата Капитолия США в январе 2021 года губернатор Бейкер заявил, что Трамп должен покинуть президентский пост.

## Личная жизнь
В 1987 году Бейкер женился на Лорен Карди Шадт, выпускнице Школы управления Келлог и дочери Джеймса П. Шадта, бывшего генерального директора Reader's Digest и Cadbury Schweppes Americas Beverages. Шадт была помощником управляющего рекламного агентства в Нью-Йорке. Они живут в городе Суомпскотт (округ Эссекс, штат Массачусетс) со своими тремя детьми.
В 2015 году журнал Boston написал статью о музыкальных предпочтениях губернатора, заявив, что Бейкер в основном слушает классический рок 1970-х и 80-х, любит Ramones, Green Day и Dropkick Murphys. В том же году губернатор признался, что на протяжении всей жизни является поклонником первоначальной трилогии «Звёздные войны» (эпизоды IV, V и VI), но не является поклонником ни приквелов, ни продолжений.
22 июня 2018 года сын Бейкера, Эндрю «Эй Джей» Бэйкер, был обвинён в сексуальном насилии над женщиной во время полёта на JetBlue. На следующей неделе Бейкер ответил на вопросы, касающиеся инцидента, и заявил, что его сын будет в полной мере сотрудничать с независимым рассмотрением этого вопроса в федеральной прокуратуре по округу Массачусетс.

## История выборов
| Республиканские первичные выборы на пост губернатора Массачусетса, 2010 | Республиканские первичные выборы на пост губернатора Массачусетса, 2010 | Республиканские первичные выборы на пост губернатора Массачусетса, 2010 | Республиканские первичные выборы на пост губернатора Массачусетса, 2010 |
| ----------------------------------------------------------------------- | ----------------------------------------------------------------------- | ----------------------------------------------------------------------- | ----------------------------------------------------------------------- |
| Партия                                                                  | Кандидат                                                                | Голоса                                                                  | %                                                                       |
| Республиканец                                                           | Чарли Бейкер                                                            | 215 008                                                                 | 98,3                                                                    |
| Республиканец                                                           | Скотт Лайвли (write-in)                                                 | 1021                                                                    | 0,5                                                                     |
| Республиканец                                                           | Тим Кэхилл (write-in)                                                   | 448                                                                     | 0,2                                                                     |
| Республиканец                                                           | Остальные                                                               | 2179                                                                    | 1,0                                                                     |

| Выборы губернатора штата Массачусетс, 2010 | Выборы губернатора штата Массачусетс, 2010 | Выборы губернатора штата Массачусетс, 2010 | Выборы губернатора штата Массачусетс, 2010 |
| ------------------------------------------ | ------------------------------------------ | ------------------------------------------ | ------------------------------------------ |
| Партия                                     | Кандидат                                   | Голоса                                     | %                                          |
| Демократ                                   | Деваль Патрик/Тим Мюррей                   | 1 112 283                                  | 48,4                                       |
| Республиканец                              | Чарли Бейкер/Ричард Тисэи                  | 964 866                                    | 42,0                                       |
| Независимый                                | Тим Кэхилл/Пол Лоскокко                    | 184 395                                    | 8,0                                        |
| «Зелёные—Радуга»                           | Джилл Стайн/Ричард Перселл                 | 32 895                                     | 1,4                                        |
| Write-ins                                  | Остальные                                  | 2601                                       | 0,1                                        |

| Республиканские первичные выборы на пост губернатора Массачусетса, 2014 | Республиканские первичные выборы на пост губернатора Массачусетса, 2014 | Республиканские первичные выборы на пост губернатора Массачусетса, 2014 | Республиканские первичные выборы на пост губернатора Массачусетса, 2014 |
| ----------------------------------------------------------------------- | ----------------------------------------------------------------------- | ----------------------------------------------------------------------- | ----------------------------------------------------------------------- |
| Партия                                                                  | Кандидат                                                                | Голоса                                                                  | %                                                                       |
| Республиканец                                                           | Чарли Бейкер                                                            | 116 004                                                                 | 74,1                                                                    |
| Республиканец                                                           | Марк Фишер                                                              | 40 240                                                                  | 25,7                                                                    |
| Республиканец                                                           | Остальные                                                               | 336                                                                     | 0,2                                                                     |

| Выборы губернатора штата Массачусетс, 2014 | Выборы губернатора штата Массачусетс, 2014 | Выборы губернатора штата Массачусетс, 2014 | Выборы губернатора штата Массачусетс, 2014 |
| ------------------------------------------ | ------------------------------------------ | ------------------------------------------ | ------------------------------------------ |
| Партия                                     | Кандидат                                   | Голоса                                     | %                                          |
| Республиканец                              | Чарли Бейкер/Карин Полито                  | 1 044 573                                  | 48,4                                       |
| Демократ                                   | Марта Кокли/Стив Керриган                  | 1 004 408                                  | 46,5                                       |
| Объединённая независимая партия            | Эван Фэлчак/Ангус Терри Дженнингс          | 71 814                                     | 3,3                                        |
| Независимый                                | Скотт Лайвли/Шелли Сандерс                 | 19 378                                     | 0,9                                        |
| Независимый                                | Джефф Маккормик/Трейси Пост                | 16 295                                     | 0,8                                        |
| Write-ins                                  | Остальные                                  | 1858                                       | 0,1                                        |

| Выборы губернатора штата Массачусетс, 2018 | Выборы губернатора штата Массачусетс, 2018 | Выборы губернатора штата Массачусетс, 2018 | Выборы губернатора штата Массачусетс, 2018 |
| ------------------------------------------ | ------------------------------------------ | ------------------------------------------ | ------------------------------------------ |
| Партия                                     | Кандидат                                   | Голоса                                     | %                                          |
| Республиканец                              | Чарли Бейкер/Карин Полито (inc.)           | 1 781 341                                  | 66,60                                      |
| Демократ                                   | Джей Гонсалес/Квентин Пальфри              | 885 770                                    | 33,12                                      |
| Write-ins                                  | Остальные                                  | 7504                                       | 0,28                                       |